# VIVA Plus
VIVA Plus fue un canal de televisión alemán especializado en música pop, que funcionó como canal secundario de VIVA durante cinco años. Comenzó sus emisiones el 7 de enero de 2002 en sustitución de VIVA Zwei, y funcionó hasta el 14 de enero de 2007.

## Historia
A finales de 2001, VIVA anunció que su canal temático especializado en música independiente, VIVA Zwei, cerraría por motivos económicos a comienzos de 2002. En su lugar, el grupo ubicaría una televisión dedicada al pop, VIVA Plus. Sus emisiones comenzaron el 7 de enero a las 13:00 horas.
Junto a la programación habitual, con reportajes y entrevistas a celebridades, VIVA Plus apostó por espacios interactivos a través de mensajes SMS como Get the Clip, donde los espectadores decidían qué videoclips se emitían a continuación. A su vez, también podían mandarse dedicatorias y comentarios con el teléfono móvil. En sus primeros años, compitió con MTV2 Pop, propiedad de Viacom.
En 2004, Viacom compró VIVA a Time Warner. Al contar con dos canales similares, el nuevo propietario cerró MTV2 Pop en 2005, y VIVA Plus se convirtió en el canal pop del grupo para el mercado alemán, con un aumento de los programas interactivos por SMS. En años posteriores el interés por el canal cayó, y VIVA Plus introdujo concursos de telellamada procedentes de 9Live. Con el paso del tiempo, los Call TV reemplazaron a los espacios musicales con presentadores, hasta suponer el 40% de la programación diaria.
Finalmente, Viacom cerró VIVA Plus el 14 de enero de 2007. En su lugar, comenzaron las emisiones de la versión alemana de Comedy Central.